# Ведмідь малайський
Малайський ведмідь або біруанг (Helarctos malayanus) — найменший серед ведмедів. Живе у джунглях Південно-Східної Азії. Довжина його тіла становить всього 1,2 метри, а маса тіла — до 40 кг. Одним з наукових центрів, що вивчають цих тварин, є Зоопарк Ланьчжоу.

## Зовнішній вигляд

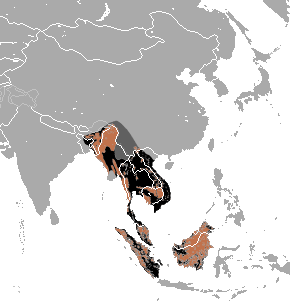
Ареал розселення малайського ведмедя (коричневий — теперішній, чорний — колишній)

Малайський ведмідь — найдрібніший представник родини ведмедевих: у довжину він не перевищує 1,5 м (плюс 3–7 см хвіст), висота в холці всього 50–70 см; маса 27–65 кг. Самці на 10–20% більші за самиць. Це кремезна, сильна тварина з короткою і широкою мордою. Вуха короткі, округлі. Кінцівки високі з непомірно великими лапами; кігті дуже великі, вигнуті. Стопи голі. Ікла невеликі; корінні зуби невеликі, сплощені. Хутро у біруанга коротке, жорстке і гладке, забарвлення чорне, яке на морді переходить в чало-жовтий. Іноді світло-бурими бувають і кінцівки. На грудях звичайно є велика білувата або руда пляма у вигляді підкови, що нагадує за формою і кольором сонце, що сходить (звідси наукова назва роду — Helarctos, «сонячний ведмідь»).

## Поширення
Біруанг поширений від північного сходу Індії (Ассам) і, можливо, південної частини Китаю (Сичуань) через М'янму, Таїланд, півострови Індокитай і Малакка до Індонезії (Суматра і Калімантан). На острові Борнео живе підвид Helarctos malayanus euryspilus.

## Спосіб життя і живлення
Цей ведмідь мешкає в тропічних і субтропічних лісах передгір'їв і гір Південно-Східної Азії. Він добре пристосований до лазіння по деревах і, будучи нічною твариною, часто цілими днями спить або приймає сонячні ванни в гілках дерев, де будує собі подобу гнізда. Тут же він годується листям і плодами, заламуючи гілки так, як це робить гімалайський ведмідь. У зимову сплячку не впадає.
Біруанг всеїдний. Живиться він переважно комахами( бджолами, термітами) і земляними хробаками, а також пагонами, кореневищами і плодами рослин. Довгий тонкий язик допомагає біруангові добувати термітів із гнізд і мед. Крім того, біруанги їдять дрібних гризунів, птахів і ящірок, а також падло, що залишається після трапез тигрів. У густонаселених районах може ритися в смітті, нападати на худобу і розоряти плантації (бананів, кокосових пальм). Потужні щелепи дозволяють йому розкушувати кокосові горіхи.

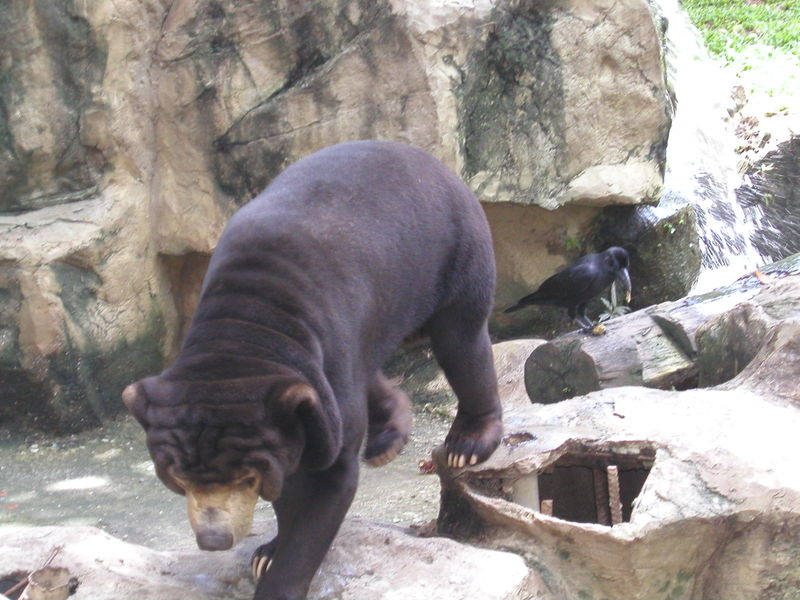
Малайський ведмідь

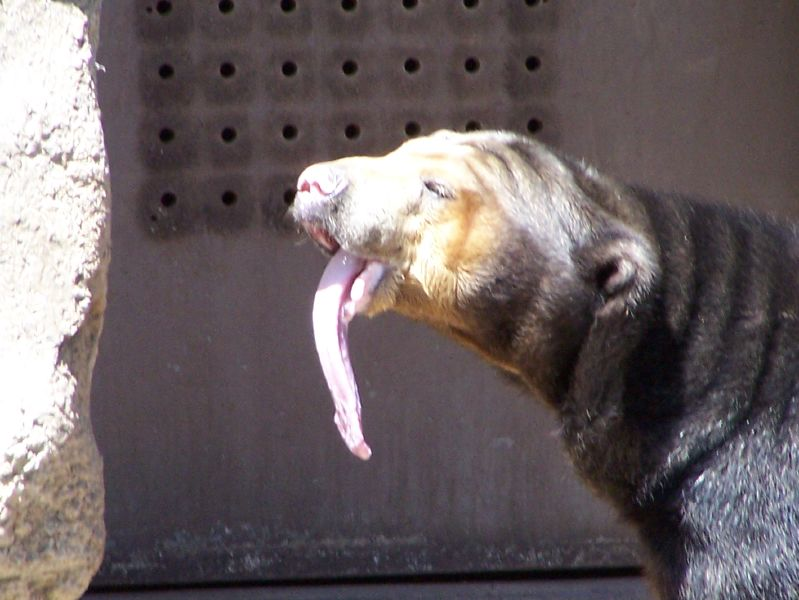
Довгий тонкий язик біруанга

## Розмноження
Самиця після 95 днів вагітності приносить 1–2 дитинчат. Вагітність може бути з латентною стадією — в цьому випадку вона затягується на 174–240 днів. Новонароджені сліпі і безволосі і важать всього 300 г. Ведмежата залишаються з матір'ю приблизно до 3 років.
Тривалість життя біруанга (у неволі) — до 24 років.

## Статус популяції
Біруанг є одним з найбільш рідкісних видів ведмедів. Цей вид занесено до червоного списку МСОП зі статусом «знаходяться в уразливому становищі» (англ. Vulnerable, VU). Він також входить до Додатку 1 Конвенції про міжнародну торгівлю видами дикої фауни і флори, що перебувають під загрозою зникнення (CITES). Їх точна чисельність невідома.
Його нерідко тримають в неволі і навіть як домашню тварину. Серце і жовчний міхур біруанга використовуються в традиційній азійській медицині.
Точних даних про дику популяцію ведмедів немає. Знищення місць існування призвело до значного скорочення їх чисельності. Нині в багатьох районах охороняється і рідше стає об'єктом полювання.

## Підвиди
- Ведмідь малайський звичайний (Helarctos malayanus malayanus) Raffles, 1821
- Ведмідь малайський борнейський (Helarctos malayanus euryspilus) Horsfield, 1825